# Alan Walker
Alan Olav Walker (Northampton, 24 d'agost de 1997) és un DJ noruec molt conegut pel seu senzill de 2015 "Faded", que va rebre la certificació de diamants a Alemanya i les certificacions de platí a més de 10 països, incloent-hi els Estats Units i el Regne Unit. Va llançar el seu àlbum d'estudi de debut, Different World, el 2018. Es va classificar en la 36a posició en la llista "Top 100 de DJs" de DJ Magazine de 2018.

## Primers anys de vida
Alan Walker és el fill d'Hilde Omdal Walker, noruega, i Philip Alan Walker, anglès. En néixer, se li va concedir la doble nacionalitat, tant a Noruega com al Regne Unit, sobre la base de l'origen dels seus pares. Als dos anys, es va traslladar a Bergen, a Noruega, amb els seus pares i germans. Walker va conviure amb dos germans, una germana gran, Camilla, nascuda a Anglaterra i un germà menor, Andreas, nascut a Noruega. Va créixer a l'era digital, trobant Walker un interès primerenc per les computadores, que després es va convertir en una fascinació per la programació i el disseny gràfic. Inicialment no tenia antecedents musicals; no obstant això, més tard es va ensenyar veient tutorials a YouTube que tractaven sobre la producció musical.

## Carrera

### 2012-2015: debut en la música i "Faded"
En 2012, Walker va escoltar una cançó del DJ italià David Whistle (també conegut com a DJ Ness) i li va demanar que li fes cinc cèntims per descobrir com produïa la seva música. Va sentir-se inspirat pels productors del segell discogràfic EDM, K-391 i Ahrix, i per compositors de cinema com Hans Zimmer i Steve Jablonsky. Va començar a produir la seva música a l'ordinador portàtil mitjançant el programari FL Studio. El juliol de 2012, amb l'ajuda i els comentaris dels seus fans en línia, va començar a perseguir la seva carrera de producció musical i, lentament, va començar a publicar la seva música a YouTube i SoundCloud. Iniciat com a productor amb tecnologia musical domèstica, va ser més conegut com a DJ Walkzz abans de signar un contracte i llançar el seu single debut el 2014.
Walker va llançar la pista "Fade" el 17 d'agost de 2014. La pista va guanyar atenció després de tornar a publicar-se a través del segell discogràfic NoCopyrightSounds el 19 de novembre. Walker va afirmar que la creació de la pista es va inspirar en K-391 i Ahrix, les pistes dels quals van ser recollides també per la discogràfica. La pista té vora 383 milions de visites a YouTube, 79 milions de reproduccions a Spotify, i 35 milions d'streams a SoundCloud. El 2015 van seguir les pistes "Specter" i "Force".
Walker va signar amb MER Musikk sota Sony Music Suècia i va llançar el seu següent senzill, "Faded", una versió vocal remasteritzada de "Fade". Va ser llançat el 8 de desembre de 2015 i va comptar amb la cantant de pop originària de Naustdal, Isern Solheim, (sense menció en els crèdits). El senzill va superar les llistes de finals d'any a Àustria, Alemanya, Suïssa i Suècia, les llistes d'iTunes de 33 països, així com entrar als 10 primers en Spotify Global Chart. El vídeo musical de YouTube té més de 2.300 milions de reproduccions i 16 milions de m'agrada, cosa que el situa entre els 10 millors vídeos de YouTube. Té més de 780 milions de reproduccions en Spotify, i també és una de les 10 cançons més detectades per Shazamed de 2016. El single també va rebre remixos oficials de Tiësto, Dash Berlin i Hardwell. Posteriorment, va llançar una versió acústica amb instruments de corda "restrung" de la cançó, amb tots els elements EDM trets.

### 2016: debut en viu, "Sing Me to Sleep" i "Alone"

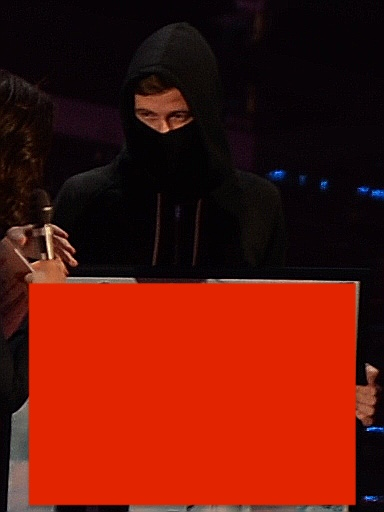
Walker rebent un reconeixement en el WMA 2016 consistent en quatre distincions de platí per llur cançó Faded

Walker va deixar l'escola secundària al gener per seguir la seva carrera musical. El 27 de febrer, Walker va oferir la performance de debut als X-Games en Oslo, on va interpretar 15 temes inclosa la cançó "Faded" juntament amb Iselin Solheim. Al març, Walker havia produït de 30 a 40 cançons en total, però "Faded" marca el seu primer senzill amb Sony Music Sweden i el primer a aconseguir aquest èxit mundial. El 7 d'abril, Walker es va associar amb la cantant sueca Zara Larsson als Echo Awards d'Alemanya. Junts van interpretar les seves cançons "Faded" i "Never Forget You". Quatre setmanes abans, va aconseguir el primer lloc en NRJ Euro Hot 30 per primera vegada, cosa que només ha aconseguit un altre artista noruec, Kygo.
El single "Sing Me to Sleep" va ser llançat el 3 de juny, amb la vocalista femenina Iselin Solheim, la mateixa vocalista de "Faded". Walker, Iselin i dos músics de suport van actuar al Wind Music Awards 2016 en Verona cantant Faded. La cançó va aparèixer en les llistes d'iTunes en 7 països. El seu vídeo musical a YouTube té més de 400 milions de visualitzacions, i també va arribar als 170 milions d'audicions en Spotify.
El senzill "Alone" va ser llançat el 2 de desembre amb la cantant sueca no acreditada Noonie Bao. El vídeo musical de YouTube té més de 904 milions de visualitzacions, la cançó també va obtenir més de 210 milions de reproduccions en Spotify. La cançó va ser descrita com "la peça final d'una trilogia que consisteix en "Faded", "Sing Me To Sleep" i "Alone" per Gunnar Greeve, el gerent de Walker i el co-compositor del single.
Walker va celebrar els dies 21 i 22 de desembre el concert "Alan Walker is Heading Home" a la seva ciutat natal, Bergen a USF Verftet, on va interpretar 16 cançons i pistes junt amb Angelina Jordan, Marius Samuelsen, Alexandra Rotan, Yosef Wolde-Mariam i Tove Styrke com a cantants. El concert va ser oficialment transmès en directe a YouTube. Va estrenar diverses cançons inèdites, incloent-hi una versió tocada amb corda de "Sing Me to Sleep", així com "Sky" i "Heading Home", que s'havia presentat durant el seu debut a Winter X Games. La cançó "The Spectre", una versió remasterizada del seu anterior tema "Spectre", també es va realitzar durant el concert.

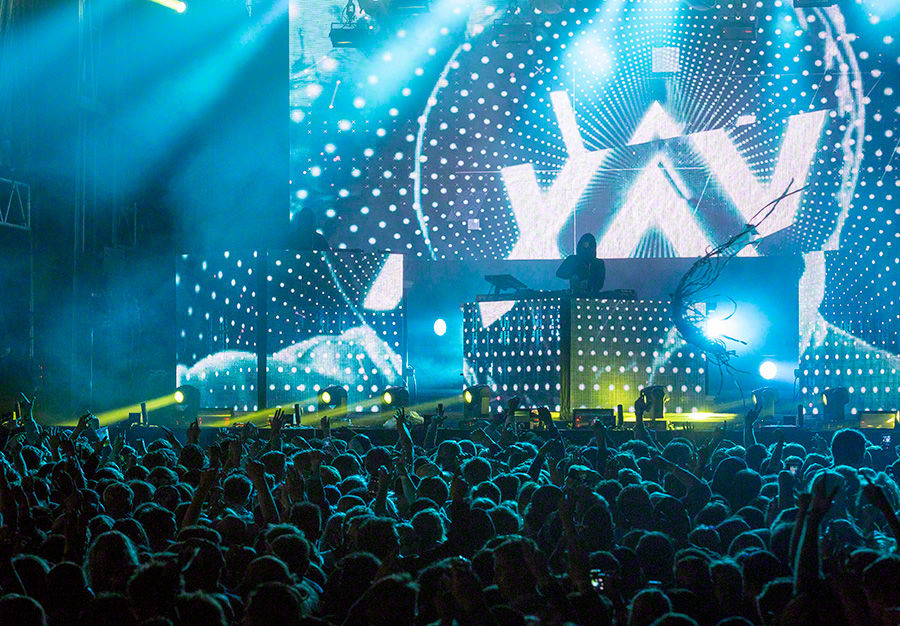
Alan Walker, a l'escenari menor durant el Stavernfestivalen, a Stavern el 08 de juliol de 2016.

El 23 de desembre, Walker va llançar el vídeo per al single "Routine", que es va estrenar en el seu concert a Bergen dos dies abans i en alguns concerts al "Walker Tour". La pista es va realitzar en col·laboració amb David Whistle. El seu vídeo musical a YouTube té més de 30 milions de visualitzacions, i 23 milions de reproduccions a Spotify.

### 2017: "Tired", "The Spectre" i "All Falls Down"
A principis de 2017, el canal de YouTube de Walker es va convertir en el canal més subscrit registrat en Noruega, després de passar per sobre d'uns 4,5 milions de subscriptors i va tenir la majoria de visites entre els YouTubers noruecs; al voltant de 3.400 milions de vistes en data 10 de febrer de 2018.
El 7 d'abril, Walker va llançar la cançó "Ignite", versió instrumental, que incloïa el productor i compositor noruec K-391. Va formar part de la campanya de promoció del telèfon intel·ligent Sony Xperia XZ.
El 19 de maig, Walker va fer pública la seva primera cançó amb un vocalista masculí, el cantautor irlandès Gavin James, titulat "Tired". Walker va dir que la cançó "afegeix una altra dimensió" a les seves produccions. El seu vídeo musical a YouTube té més de 102 milions de visualitzacions.
El 9 de juny, la seva col·laboració amb Dane Alex Skrindo, "Sky", va ser llançada formant part de la compilació Insomniac Records Presents: EDC Las Vegas 2017. El seu vídeo musical a YouTube té més de 36 milions de visualitzacions.
El 15 de setembre va llançar "The Spectre", una versió renovada amb la veu del seu single "Spectre" de 2015. El vídeo musical del single conté imatges dels seus concerts, juntament amb un equip de ballarins vestits de granotes blanques i cascos negres. El vídeo actualment té més de 623 milions de visualitzacions.
El 27 d'octubre, Walker llançà la cançó "All Falls Down", que va comptar amb el cantant nord-americà Noah Cyrus i el productor discogràfic britànic Digital Farm Animals. La trama del vídeo segueix amb les imatges de la seva cançó anterior "Tired". El seu vídeo musical de YouTube s'ha vist més de 164 milions de vegades.

### 2018: Different World
Durant la seva actuació en Ultra Music Festival de Miami en 2018, Walker es va unir al DJ neerlandès Armin van Buuren a l'escenari, on va estrenar "Slow Lane", la seva nova col·laboració. No obstant això, l'enregistrament no va acabar sent present en el seu àlbum, i fins al juny de 2019 encara no s'havia publicat. A l'abril, va actuar al Coachella de 2018, un festival de música celebrat a Indio, Califòrnia.
L'11 de maig, Walker i el productor de música noruec K-391 (Kenneth Nilsen) van publicar la versió vocal "Ignite", que presentava la cantant noruega Julie Bergan i el cantant sud-coreà Seungri.
El vídeo musical va ser llançat el 12 de maig al canal de YouTube de K-391 perquè Nilsen era l'artista principal d'aquest single. El seu vídeo musical a YouTube s'ha vist vora 250 milions de vegades (estiu 2019). El 27 de juliol va publicar "Darkside", amb Au / Ra d'Eivissa i la cantant noruega Tomine Harket, filla del cantant d'A-ha, Morten Harket. El 21 d'agost, va llançar una represa de la seva sèrie de vlog (video-blog) 'Unmasked', en la qual filmava el que ocorria darrere dels escenaris dels seus concerts i de la seva vida personal. El 30 d'agost, va llançar un remix de "Sheep" del membre d'Exo, Lay. En 28 de setembre, va llançar el single "Diamond Heart" amb Sophia Somajo de vocalista.
El 30 de novembre va llançar el single "Different World" del seu àlbum d'estudi del mateix nom. L'àlbum va ser llançat el 14 de desembre. Conté les següents cançons: Lost Control (amb Sorana), I Don't Wanna Go (amb Julie Bergan), Lily (amb K-391 i Emelie Hollow), Lonely (amb Steve Aoki, ISAK i Omar Noir), i Do It All For You (amb Trevor Guthrie).

### 2019: "Are You Lonely", "On My Way"
El 22 de febrer, Walker va llançar el single "Are You Lonely", amb el DJ nord-americà Steve Aoki i ISAK. És un remix de la cançó original Lonely del seu àlbum debut Different World. El 21 de març, Walker va llançar el single "On My Way", amb Sabrina Carpenter i Farruko. El seu vídeo musical a YouTube s'ha vist més de 103 milions de vegades.

### Personalitat artística i artificis

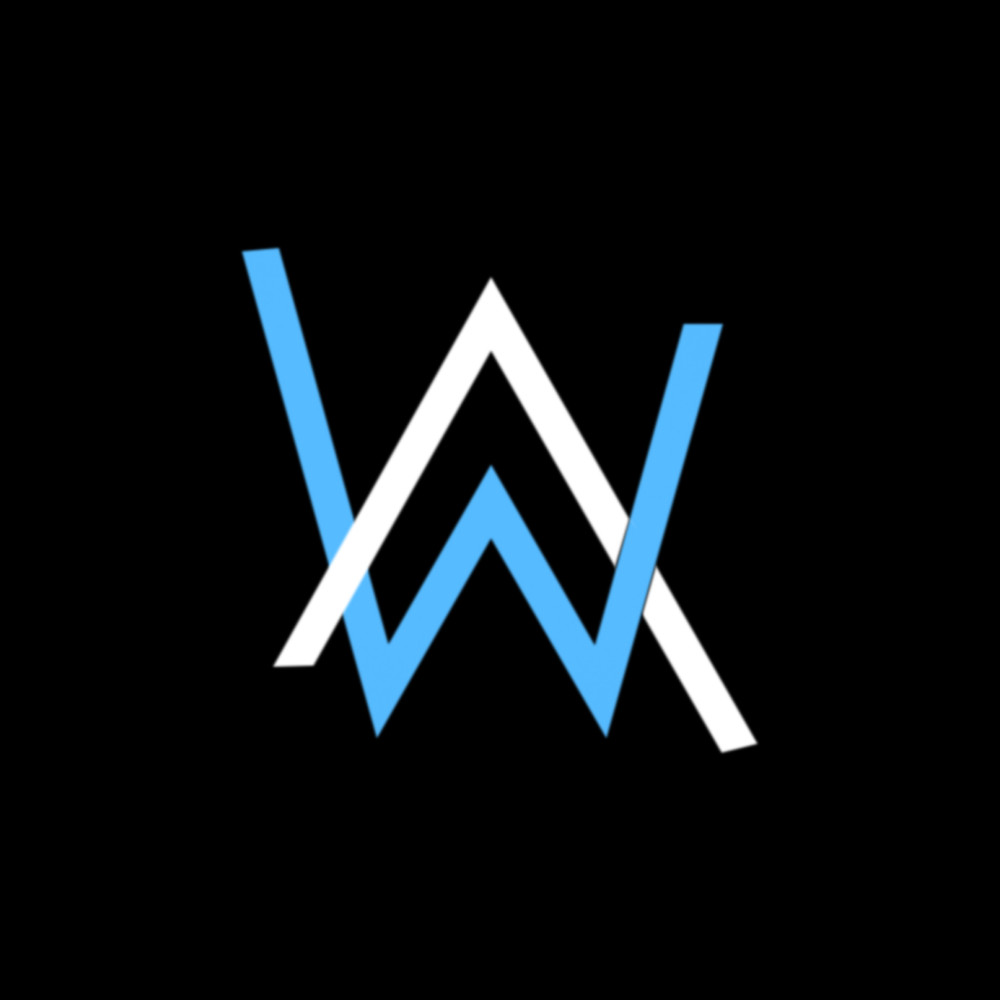
Logotip artístic

Walker era originalment conegut com a "DJ Walkzz" o "Walkzz" quan estava començant. Va acabar fent servir el seu veritable nom, Alan Walker, com el seu nom d'artista després de signar amb un segell discogràfic. Va dissenyar el seu logotip el 2013, un símbol format per lletres entrellaçades "A" i "W", que són les inicials del seu nom. Utilitza una caputxa i una mascareta facial quan actua a l'escenari. Quan se li va preguntar per què fa servir una màscara durant una entrevista realitzada per NRK, va afirmar que "és per mantenir un perfil baix mantenint la imatge mental que m'han donat. Crec que és genial. Un petit truc que fa que la gent es faci preguntes sobre qui hi ha darrere del personatge d'Alan Walker. En un episodi de la seva sèrie Unmasked, va afirmar que "la màscara és més que un signe i un símbol de la unitat i la semblança els uns amb als altres, més que no pas ser jo diferent".

## Gires
Artista principal
- Walker Tour (2016–2018)
- World of Walker Tour (2018)
- Different World Tour (2018-2019)[56]

Artista de suport
- Rihanna – Anti World Tour (2016)[56]
- Justin Bieber – Purpose World Tour (2017)[57]
- Martin Garrix – Thursdays at Ushuaïa[58]

## Senzills
| Any  | Títol                                           | Millors posicions | Millors posicions | Millors posicions | Millors posicions | Millors posicions | Millors posicions | Millors posicions | Millors posicions | Millors posicions | Certificació |
| Any  | Títol                                           | NOR               | DIN               | FIN               | ESP               | IRL               | ITA               | NL                | SUE               | RU                | Certificació |
| ---- | ----------------------------------------------- | ----------------- | ----------------- | ----------------- | ----------------- | ----------------- | ----------------- | ----------------- | ----------------- | ----------------- | --- |
| 2014 | «Fade»                                          | —                 | —                 | —                 | —                 | —                 | —                 | —                 | —                 | —                 | — |
| 2015 | «Spectre»                                       | —                 | —                 | —                 | —                 | —                 | —                 | —                 | —                 | —                 | — |
| 2015 | «Force»                                         | —                 | —                 | —                 | —                 | —                 | —                 | —                 | —                 | —                 | — |
| 2015 | «Faded»                                         | 1                 | 3                 | 1                 | 10                | 6                 | 1                 | 2                 | 1                 | 7                 | - NOR: 2× Platí - ESP: 4× Diamant - DIN: 2× Platí - FIN: Platí - ALE: 2× Platí - ITA: 8× Platí - NL: Or - NZ: 2× Platí - SUE: 11× Platí - RU: Platí - EUA: Platí |
| 2016 | «Sing Me to Sleep»                              | 1                 | —                 | 4                 | 10                | —                 | —                 | —                 | 9                 | 95                | - ALE: Platí - ITA: Or - SUE: 3× Platí |
| 2016 | «Routine»                                       | —                 | —                 | —                 | —                 | —                 | —                 | —                 | —                 | —                 | — |
| 2016 | «Alone»                                         | 1                 | —                 | 1                 | 100               | 74                | 36                | 53                | 2                 | —                 | - U.S.A: Platí - U.K: Platí - SUE: 3× Platí |
| 2017 | «Ignite» (feat. K-391)                          | —                 | —                 | —                 | —                 | —                 | —                 | —                 | —                 | —                 | — |
| 2017 | «Tired» (feat. Gavin James)                     | 5                 | —                 | —                 | 100               | 78                | —                 | —                 | 21                | —                 | - ESP: 2× Diamant |
| 2017 | «The Spectre»                                   | 1                 | —                 | —                 | 10                | —                 | —                 | —                 | 6                 | —                 | — |
| 2017 | «All Falls Down»                                | 1                 | —                 | —                 | —                 | 10                | —                 | —                 | —                 | —                 | — |
| 2018 | «Darkside»                                      | 1                 | —                 | —                 | —                 | 10                | —                 | —                 | —                 | —                 | — |
| 2018 | «Diamond Heart»                                 | 1                 | 1                 | 65                | 4                 | 2                 | 6                 | 5                 | 1                 | 1                 | — |
| 2018 | «Different World» (feat. Sofia Carson)          | 1                 | 5                 | 2                 | 14                | 11                | 42                | 43                | 1                 | 1                 | — |
| 2019 | «Are You Lonely» (amb Steve Aoki feat. ISÁK)    | 2                 | 14                | 65                | 5                 | 3                 | 3                 | 49                | 24                | 1                 | — |
| 2019 | «On My Way» (feat. Sabrina Carpenter & Farruko) | 1                 | 4                 | 1                 | 15                | 40                | 31                | 9                 | 6                 | 1                 | — |